# Daniil Aldosjkin
Daniil Aleksejevitsj Aldosjkin (Russisch: Даниил Алексеевич Алдошкин) (Kolomna, 19 juni 2001) is een Russische langebaanschaatser.

## Carrière
In 2020 in Polen werd Aldosjkin wereldkampioen junioren op de 5000 meter en met de Russische ploegenachtervolging.
In 2021 in Heerenveen werd hij negende op de Europese kampioenschappen schaatsen 2021 allround. In de wereldbeker stond hij op het podium met de Russische ploegenachtervolging. Aldosjkin nam niet deel aan het WK Allround in 2022, omdat deelname door ISU werd verboden. Dit als onderdeel van sancties tegen Rusland en Wit-Rusland na de Russische invasie van Oekraïne.

## Persoonlijke records
| Afstand      | Tijd     | Datum            | Baan       |
| ------------ | -------- | ---------------- | ---------- |
| 500 meter    | 36,70    | 16 januari 2021  | Heerenveen |
| 1000 meter   | 1.14,61  | 26 januari 2019  | Helsinki   |
| 1500 meter   | 1.46,85  | 21 november 2021 | Stavanger  |
| 3000 meter   | 3.48,36  | 15 februari 2020 | Minsk      |
| 5000 meter   | 6.17,54  | 11 februari 2021 | Heerenveen |
| 10.000 meter | 13.31,56 | 1 november 2020  | Kolomna    |

(laatst bijgewerkt: 21 november 2021)

## Resultaten
| Jaar | EK Allround          | WK Afstanden | Olympische Spelen                         | WK Junioren                        |
| ---- | -------------------- | ------------ | ----------------------------------------- | ---------------------------------- |
| 2018 |                      |              |                                           | 25e 1500m 8e 5000m                 |
| 2019 |                      |              |                                           | 11e 1500m · 5000m · 11e massastart |
| 2020 |                      |              |                                           | 5e 1500m · 5000m                   |
| 2021 | NC9 (4e, 11e, 9e, -) | 6e 5000m     |                                           |                                    |
| 2022 |                      |              | 14e 1500m · 5e massastart · achtervolging |                                    |

(#, #, #, #) = afstandspositie op allroundtoernooi (500m, 5000m, 1500m, 10.000m).
NC9 = niet gekwalificeerd voor de laatste afstand, maar wel als 9e geklasseerd in de eindrangschikking